# پاپ اینوسنت ششم

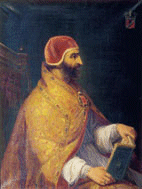

پاپ اینوسنت ششم (به لاتین: Innocentius VI) یکی از پاپ‌های کلیسای کاتولیک بود که در فرانسه به دنیا آمد و سال ۱۳۵۲ میلادی تا هنگام مرگش در سال ۱۳۶۲ میلادی پاپ بود.
او با احساس خطر نسبت به فعالیت گروه‌های مزدور یاغی که دست به غارت‌گری و راهزنی می‌زدند، آرنو سروول، سرکرده یکی از بدنام‌ترین این گروه‌ها را به اوینیون، کرسی پاپ، دعوت و با اعطای آمرزش‌نامه برای گناهان او و پرداخت چهل هزار سکه طلا، متقاعد به ترک منطقه کرد.